# Attignat
Attignat település Franciaországban, Ain megyében. Lakosainak száma 3372 fő (2022. január 1.). Attignat Marboz, Polliat, Saint-Martin-le-Châtel, Viriat és Bresse Vallons községekkel határos.

## Népesség
A település népességének változása:
| Lakosok száma | 1236 | 1682 | 1776 | 2487 | 3260 | 3328 | 3211 | 3251 | 3299 | 3372 |
|               | 1968 | 1982 | 1990 | 2006 | 2013 | 2015 | 2017 | 2019 | 2020 | 2022 |